# Nedžad Sinanović
Nedžad Sinanović est un joueur bosnien de basket-ball né le 29 janvier 1983.

## Clubs
- 2002-2003 :  Zenica Celik Citluk
- 2003-2005 :  RBC Verviers-Pepinster
- 2005-2007 :  Real Madrid
- 2007-2008 :  Köln 99ers
- 2008-2009 :  Ford Burgos
- 2009 :  Unicaja Málaga
- 2009-2011 :  Clinicas Rincon Axarquía
- 2011-2012 :  Unicaja Málaga
- 2012-2013 :  CB Valladolid